# Південне сідло

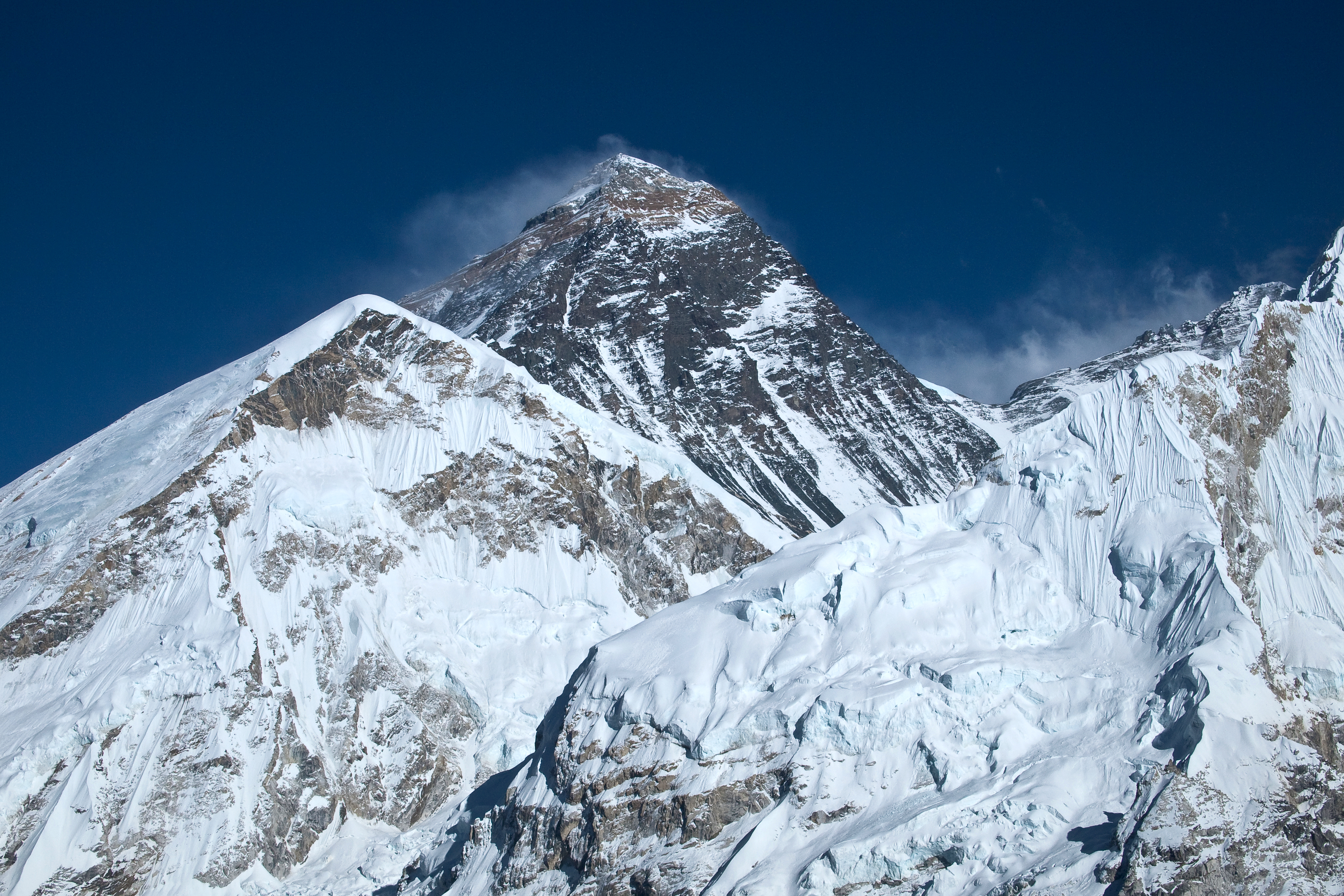
Еверест. Південне сідло праворуч

28°00′57″ пн. ш. 86°55′55″ сх. д. / 28.01583° пн. ш. 86.93194° сх. д.
Південне сідло (7906 м) — перевал на кордоні Непалу і КНР, на з'єднанні Евересту і Лхоцзе (іноді звана Південною вершиною), першою і четвертою по висоті вершин у світі. Коли сходжувачі здійснюють спробу сходження на Еверест по південно-східному ребру з Непалу, останній табір (зазвичай табір IV) встановлюється на Південному сідлі. На Південному сідлі майже постійно дмуть сильні вітри, що перешкоджають накопиченню значних мас снігу.
Південне сідло уперше досягнуте в 1952 році швейцарською експедицією Едуарда Вісс-Дюнана, яка безуспішно намагалася зійти на вершину. Наступного року, коли Еверест був уперше підкорений, Вільфрид Нойс і шерпа Аннулу стали першими в експедиції, що досягли сідловини. Джон Хант, начальник експедиції згадував:
… це сталося вдень, в 2.40. Зв'язка Нойс-Аннулу стояла на Південному Сідлі, на висоті близько 8 кілометрів. Звідти вони бачили усю сцену драми торішньої експедиції швейцарців, а піднявши голову спостерігали нависаючу піраміду Евересту. Це був великий момент для них, і цей момент запам'ятали усі, хто бачив їх на сідловині. Їх присутність там символізувала наш успіх, незважаючи на усі смертельні небезпеки, що підстерігали нас під час сходження. Подальші двадцять днів були заповнені безперервною боротьбою з вершиною…
Ступивши на Південне сідло, альпіністи потрапляють у зону смерті. Гірська хвороба є серйозною загрозою на цій висоті: дуже складно заснути, сон не приносить відпочинку, травні процеси організму сповільнюються або повністю зупиняються. Тому в основному використовуються на такій висоті енергетичні запаси організму, а не споживана їжа. Багато сходжувачів використовують додатковий кисень і мають всього два або три дні на спроби досягнення вершини. Ясна погода і відсутність сильного вітру є ключовими чинниками успіху сходження. Якщо погода не встановлюється впродовж декількох днів, сходжувачі вимушені спускатися нижче, аж до базового табору. Альпіністи рідко отримують ще один шанс на спробу підйому в звичайній експедиції.
Багатьма сходжувачами також відзначається важлива психологічна, «переломна» роль Південного сідла. Після важкого просування по льодовику і льодопаду Кхумбу, витративши останні сили в Західному цирку, альпініст, що виліз на сідловину, далеко у височині бачить кілометрової висоти піраміду. Багато альпіністів у цей момент ясно усвідомлюють нереальність досягнення вершини Евересту.

## Ресурси Інтернету
- Вікісховище має мультимедійні дані за темою: Південне сідло
- Гімалайський журнал (англ.)